# Savage Affair
Savage Affair er en dansk musikgruppe bestående af Alex Nyborg Madsen (sang), Torben Aalykke (guitar og kor), Lars Vilmar Jensen (trommer og kor), Martin Schwerin (guitar og kor), Carsten Neumann (bas og kor) og Bo Brinck (keyboards og kor).

## Karriere
Gruppen debuterede i 1993 med albummet Velvet Revolution på pladeselskabet. I 1995 udkom ep'en 45 rpm på Pladekompaniet.
Gruppens andet album, Actual Reality, udkom i 1996 og fik 3/6 stjerner i musikmagasinet GAFFA.
Det tredje album Pink Pills For Pale People, fra pladeselskabet RecArt, udkom i 2000. Deres fjerde album, Dumb Again, der udkom i 2003, fik ligeledes 3/6 stjerner.

## Diskografi
- 1993 Velvet Revolution'
- 1995 '45 rpm (EP)
- 1996 Actual Reality
- 2000 Pink Pills for Pale People
- 2003 Dumb Again